# Врхово-при-Жужемберку
Врхово-при-Жужемберку (словен. Vrhovo pri Žužemberku) — поселення в общині Жужемберк, регіон Південно-Східна Словенія, Словенія. Висота над рівнем моря: 272,1 м.